# Champ, Mesterbokseren
Champ, Mesterbokseren (originaltitel: The Champ) er en amerikansk dramafilm fra 1931 instrueret af King Vidor. Manuskriptet blev skrevet af Frances Marion og Leonard Praskins.
Filmen har Wallace Beery og Jackie Cooper i hovedrollerne. Beery vandt en Oscar for bedste mandlige hovedrolle for sin præstation (han delte prisen med Fredric March for Dr. Jekyll og Mr. Hyde). Frances Marion vandt en Oscar for bedste historie og filmen blev nomineret til en Oscar for bedste film og bedste instruktør.
I februar 2020 blev filmen vist på Filmfestivalen i Berlin som en del af et retrospektiv dedikeret til King Vidors karriere.